# Ercole Dandini
Ercole Dandini (né le 25 juillet 1759 à Rome, alors capitale des États pontificaux et mort le 22 juillet 1840 à Rome) est un cardinal italien du XIXe siècle.
Il est de la famille du cardinal Girolamo Dandini.

## Biographie
Ercole Dandini exerce diverses fonctions au sein de la Curie romaine, notamment au Tribunal suprême de la Signature apostolique, à la Congrégation du Concile et à la fabrique d'église de la basilique Saint-Pierre.
Le pape Pie VII le crée cardinal lors du consistoire du 10 mars 1823. Il est nommé évêque d'Osimo et Cingoli, avec dispensation, parce qu'il n'est pas ordonné prêtre. Il renonce au gouvernement de son diocèse en 1824 et devient préfet de la Congrégation de la bonne gouvernance.
Le cardinal Dandini participe au conclave de 1823 lors duquel Léon XII est élu, au conclave de 1829 (élection de Pie VIII) et au conclave de 1830-1831 (élection de Grégoire XVI).

### Sources
- Fiche du cardinal sur le site fiu.edu
- Notices d'autorité :   - VIAF
  - ISNI
  - LCCN
  - Vatican
  - WorldCat